# توپوروو (استان اشوی‌داشکسیه)
توپوروو (به لهستانی: Toporów) یک منطقهٔ مسکونی در لهستان است که در گمینا ایوانگسکا واقع شده‌است. توپوروو ۱۷۰ نفر جمعیت دارد.